# میتلف

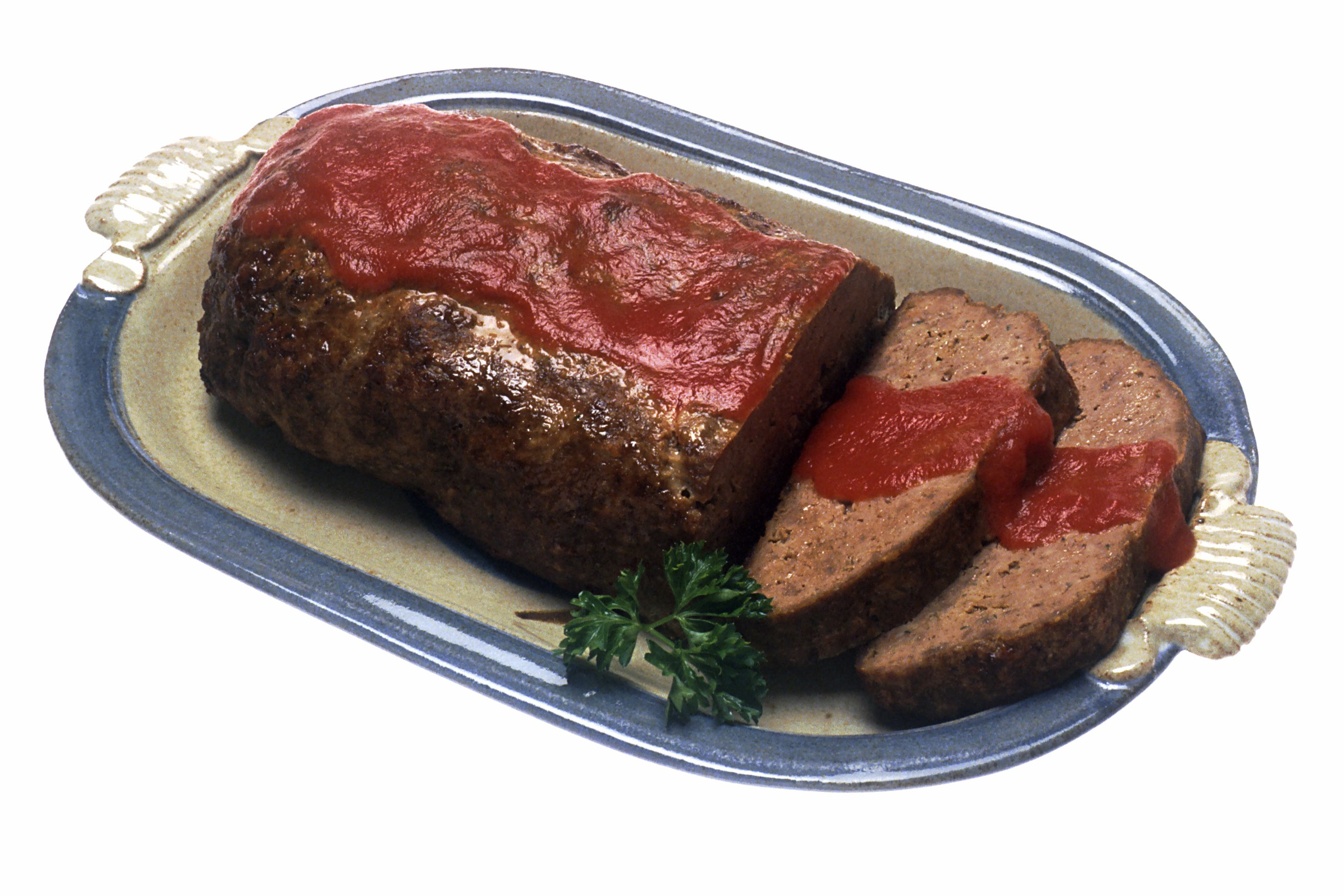

میتلف یا نان گوشت (انگلیسی: Meatloaf) مخلوطی از گوشت چرخ‌کرده با دیگر مواد غذایی است که به مانند نان لوف شکل داده شده و سپس تنوری یا دودی می‌شود.